# Gilberto Gil
Gilberto Passos Gil Moreira, brazilski pevec in kitarist, tekstopisec in politik, * 26. junij 1942, Salvador, Bahia. 
Od leta 2003 do 2008 je bil brazilski minister za kulturo v administraciji predsednika Luiza Inácia Lule da Silve. Gilov glasbeni slog vključuje eklektično paleto vplivov, vključno z rockom, brazilskimi žanri, vključno s sambo, afriško glasbo in reggaejem.
Gil se je začel ukvarjati z glasbo kot otrok. Kot najstnik se je pridružil svoji prvi skupini. Svojo kariero je začel kot glasbenik bossa nove in zrasel v pisanje pesmi, ki so odražale osredotočenost na politično zavest in družbeni aktivizem. Bil je ključna oseba v gibanjih Música popular brasileira in tropicália v 1960-ih, poleg umetnikov, kot je dolgoletni sodelavec Caetano Veloso. Brazilski vojaški režim, ki je prevzel oblast leta 1964, je tako v Gilu kot Velosu videl grožnjo in leta 1969 sta bila pridržana devet mesecev, preden so jima rekli, naj zapustita državo. Gil se je preselil v London, vendar se je leta 1972 vrnil v Bahio in nadaljeval svojo glasbeno kariero, hkrati pa delal kot politik in okoljski zagovornik. Mednarodno znan album Quanta Live je na 41. letni podelitvi nagrad Grammy prejel nagrado za najboljši svetovni album, album Eletracústico pa je prejel nagrado Grammy za najboljši sodobni album svetovne glasbe.

## Zgodnje življenje (1942–1963)
Gil se je rodil v Salvadorju in velik del otroštva preživel v Ituaçuju. Ituaçu je bilo majhno mesto z manj kot tisoč prebivalci, v sertão ali podeželju Bahie.ref name=katz>Katz, David; Gil, Gilberto (Julij–avgust 2009). »Truth to Power«. Wax Poetics. Brooklyn, New York City: Wax Poetics, Inc. (36): 48–60. ISSN 1537-8241.</ref> Njegov oče José Gil Moreira je bil zdravnik; njegova mati, Claudina Passos Gil Moreira, učiteljica v osnovni šoli. Kot mlad deček je obiskoval šolo bratov Marist. Gil je ostal v Ituaçuju do svojega devetega leta in se vrnil v Salvador na srednjo šolo.
Gilovo zanimanje za glasbo je bilo zgodnje: »Ko sem bil star komaj dve ali dve in pol«, se je spominjal, »sem svoji mami rekel, da bom postal glasbenik ali predsednik svoje države«. Odraščal je ob glasbi forró rodnega severovzhoda in se začel zanimati za ulične izvajalce Salvadorja. Zgodaj je začel igrati bobne in trobento, tako da je na radiu poslušal Boba Nelsona. Gilova mama je bila 'glavna zagovornica' njegovih glasbenih ambicij; kupila mu je harmoniko in ga, ko je bil star deset let, poslala v glasbeno šolo v Salvador, ki jo je obiskoval štiri leta. Kot harmonikar je Gil najprej igral klasično glasbo, vendar se je začel bolj zanimati za ljudsko in popularno brazilsko glasbo. Posebej je nanj vplival pevec in harmonikar Luiz Gonzaga; začel je peti in igrati harmoniko v posnemanju Gonzaginih posnetkov. Gil je omenil, da se je začel poistovetiti z Gonzago, »ker je pel o svetu okoli njega, svetu, s katerim se je srečal«.
V letih, ko je bil v Salvadorju, se je Gil srečal z glasbo tekstopisca Dorivala Caymmija, za katerega pravi, da mu je predstavljal samba glasbo Salvadorja. Gonzaga in Caymmi sta bila Gilov oblikovalni vpliv. Medtem ko je bil v Salvadorju, se je Gil seznanil s številnimi drugimi glasbenimi slogi, vključno z ameriškim big band jazzom in tangom. Leta 1950 se je Gil z družino preselil nazaj v Salvador. Tam se je v srednji šoli pridružil svoji prvi skupini Os Desafinados, v kateri je igral harmoniko in vibrafon ter pel. Na Os Desafinados so vplivali ameriški rock and roll glasbeniki, kot je Elvis Presley, pa tudi pevske skupine iz Ria de Janeira. Bend je deloval dve do tri leta. Kmalu zatem se je po navdihu brazilskega glasbenika Joãa Gilberta odločil za kitaro kot svoj glavni inštrument in začel igrati bossa novo.

## Glasbena kariera (1963–danes)
Gil je leta 1963 na Universidade Federal da Bahia (Zvezna univerza v Bahii) srečal kitarista in pevca Caetana Veloso. Začela sta sodelovati in nastopati skupaj ter izdala singel in EP. Skupaj z Mario Bethânio (Velosovo sestro), Galom Costo in Tomom Zéjem sta Gil in Veloso izvajala bossa novo in tradicionalne brazilske pesmi na otvoritvenem večeru gledališča Vila Velha julija 1964, v predstavi z naslovom Nós, por Exemplo ('Mi, na primer'). Gil in skupina so nadaljevali z nastopi na prizorišču in sčasoma je postal glasbeni direktor serije koncertov. Gil je ponovno sodeloval s člani tega kolektiva pri prelomnem albumu Tropicália: ou Panis et Circenses iz leta 1968, na katerega slog je vplival Beatlesov Sgt. Pepper's Lonely Hearts Club Band, album, ki ga je Gil neprestano poslušal. Gil opisuje Tropicália: ou Panis et Circenses kot rojstvo gibanja tropicália. Kot opisuje Gil, je bila tropicália ali tropicalismo kombinacija glasbenega in kulturnega razvoja, ki se je zgodil v Braziliji v 1950-ih in 1960-ih – predvsem bossa nove in skupine Jovem Guarda (»Mladi val«) – z rokenrol glasbo iz Združenih držav Amerike in Evrope, gibanje, ki ga je brazilska vlada tistega časa ocenila za ogrožajoče.
Na začetku 1960-ih je Gil zaslužil predvsem s prodajo banan v nakupovalnem središču in skladanjem džinglov za televizijske oglase; za kratek čas je bil zaposlen tudi v brazilskem oddelku Unileverja, Gessy-Lever. Leta 1965 se je preselil v São Paulo in imel uspešnico, ko je Elis Regina izdala njegovo pesem Louvação (ki se je pozneje pojavila na istoimenskem albumu). Njegova prva uspešnica kot solo umetnik je bila pesem iz leta 1969 Aquele Abraço. Gil je v 1960-ih nastopal tudi na več televizijskih programih, ki so pogosto vključevali druge "tropicaliste", člane gibanja Tropicalismo.

### Zapor in izgnanstvo
Oktobra 1968 sta Gilberto Gil in Caetano Veloso nastopila v klubu Sucata v Riu de Janeiru, s pesmijo Hélia Oiticice Seja marginal, seja herói, prikazano na odru. Novinar Randal Juliano z RecordTV je širil zgodbo, da sta Caetano in Gil zapela brazilsko himno v subverzivni parodiji. Oba glasbenika sta bila aretirana brez sojenja 27. decembra 1968—kmalu po tem, ko je vojaška država 13. decembra sprejela institucionalni zakon številka pet, ki je suspendiral habeas corpus.
Februarja 1969 je Gila in Veloso aretirala brazilska vojaška vlada, pripeljala ju je iz São Paula v Rio de Janeiro, kjer sta preživela tri mesece v zaporu ter še štiri v hišnem priporu, preden so ju izpustili pod pogojem, da  zapustita državo. Veloso je bil prvi aretiran; policija se je kmalu zatem preselila na Gilov dom. Veloso je svoji takratni ženi Andréi Gadelhi naročil, naj Gila opozori na možnost aretacije, vendar so Gila na koncu skupaj z Velosom pripeljali v policijski kombi. Za aretacijo niso imeli nobenega razloga ali obtožbe. Gil verjame, da je vlada menila, da njegova dejanja »predstavljajo grožnjo [zanje], nekaj novega, nekaj, česar ni mogoče povsem razumeti, nekaj, kar ne sodi v nobenega od jasnih predelkov obstoječih kulturnih praks, in to ne bo šlo. To je nevarno.« Med zaporno kaznijo je Gil začel meditirati, slediti makrobiotični prehrani in brati o vzhodni filozofiji. Med prestajanjem zapora je komponiral štiri pesmi, med njimi Cérebro Electrônico, ki se je prvič pojavila na njegovem albumu Gilberto Gil 1969 iz leta 1969 in kasneje na njegovem albumu Gil Luminoso iz leta 2006. Nato sta bila Gil in Veloso izgnana v London v Angliji, potem ko so jima ponudili, da zapustita Brazilijo. Oba sta odigrala zadnji brazilski koncert skupaj v Salvadorju julija 1969 in potovala na Portugalsko, v Pariz in London. On in Veloso sta najela hišo v Chelseaju, z ženama in menedžerjem. Gil je sodeloval pri organizaciji festivala Glastonbury Free Festival leta 1971 in je bil med življenjem v Londonu izpostavljen reggaeju; spominja se poslušanja Boba Marleyja (čigar pesmi je kasneje obdelal), Jimmyja Cliffa in Burning Spearja. Nanj je močno vplivala mestna rock scena in se je z njo tudi ukvarjal, saj je nastopal z Yes, Pink Floyd in Incredible String Band. Vendar pa je nastopal tudi solo, ko je v Londonu posnel Gilberto Gil (Nêga). Poleg vpletenosti v reggae in rock scene je Gil obiskoval nastope jazz umetnikov, vključno z Milesom Davisom in Sun Ra.[1]
Ko se je leta 1972 vrnil v Bahio, se je Gil osredotočil na svojo glasbeno kariero in okoljsko zagovorništvo. Istega leta je izdal Expresso 2222, s katerega sta izšla dva priljubljena singla. Gil je bil na turneji po Združenih državah Amerike in posnel tudi album v angleškem jeziku ter v 1970-ih izdajal stalen tok albumov, vključno z Realce in Refazenda. V zgodnjih 1970-ih je Gil sodeloval pri oživitvi afro-brazilske tradicije afoxéja v Carnavalu in se pridružil skupini Filhos de Gandhi ('"Gandhijevi sinovi'), ki je dovolila samo temnopoltim Brazilcem, da se pridružijo. Gil je posnel tudi pesem z naslovom Patuscada de Gandhi, napisano o Filhos de Gandhi, ki se je pojavila na njegovem albumu Refavela iz leta 1977. Več pozornosti so v Carnavalu namenili skupinam afoxé zaradi publicitete, ki jim jo je Gil zagotovil s svojim sodelovanjem; skupine so se prav tako povečale. V poznih 1970-ih je zapustil Brazilijo in odšel v Afriko ter obiskal Senegal, Slonokoščeno obalo in Nigerijo. Delal je tudi z Jimmyjem Cliffom in z njim leta 1980 izdal priredbo »No Woman, No Cry«, uspešnice številka ena, ki je Braziliji predstavila reggae.
Leta 1996 je Gil prispeval pesem »Refazenda« k albumu Red Hot + Rio, namenjenemu AIDS-u, ki ga je producirala Red Hot Organisation.
Leta 1998 je live različica njegovega albuma Quanta Gilu prinesla nagrado Grammy za najboljši album svetovne glasbe. Leta 2005 je za Eletracústico prejel nagrado Grammy za najboljši album sodobne svetovne glasbe. Maja 2005 mu je kralj Karel XVI. Gustav Švedski v Stockholmu podelil Polar Music Prize, ki je bil prvi latinskoameriški prejemnik nagrade. 16. oktobra istega leta je od francoske vlade prejel Légion d'honneur, kar je sovpadalo z Année du Brésil en France ('Brazilsko leto v Franciji').
Leta 2010 je izdal album Fé Na Festa, ploščo, posvečeno forróju, slogu glasbe s severovzhoda Brazilije. Njegova turneja za promocijo tega albuma je prejela nekaj negativnih odzivov oboževalcev, ki so pričakovali, da bodo slišali niz njegovih uspešnic. Leta 2013 Gilberto Gil igra lastno vlogo pevca in promotorja kulturne raznolikosti v dolgem igranem dokumentarcu, ki ga je okoli južne poloble posnel švicarski filmski ustvarjalec Pierre-Yves Borgeaud, Viramundo: glasbeno potovanje z Gilbertom Gilom, distribuiran po vsem svetu. Film tudi otvori T.I.D.E. poskus za vseevropske izdaje in izdaje z več podporami.
Njegov album OK OK OK je brazilska izdaja revije Rolling Stone uvrstila med 4. najboljše brazilske albume leta 2018, Združenje umetnostnih kritikov São Paula pa med 25 najboljših brazilskih albumov druge polovice leta 2018.

## Politična kariera (1987–danes)
Gil takole opisuje svoj odnos do politike: »Najraje bi videl svoj položaj v vladi kot položaj administratorja ali menedžerja. Toda politika je nujna sestavina.« Njegova politična kariera se je začela leta 1987, ko je bil izvoljen v lokalno službo v Bahii in postal minister za kulturo Salvadorja. Leta 1988 je bil izvoljen v mestni svet in nato postal mestni komisar za varstvo okolja. Vendar je po enem mandatu zapustil položaj in zavrnil kandidaturo za brazilski nacionalni kongres. Leta 1990 je Gil zapustil Stranko brazilskega demokratičnega gibanja in se pridružil stranki Zelenih. V tem obdobju je Gil ustanovil okoljevarstveno organizacijo Onda Azul ('Modri val'), ki je delala za zaščito brazilskih voda. Hkrati je nadaljeval glasbeno kariero in se začasno umaknil iz politike leta 1992 po izdaji Parabolicamará, ki velja za eno njegovih najuspešnejših prizadevanj. 16. oktobra 2001 je Gil sprejel imenovanje za ambasadorja dobre volje Organizacije Združenih narodov za prehrano in kmetijstvo (FAO), potem ko je organizacijo promoviral pred svojim imenovanjem.
Ko je predsednik Luiz Inácio Lula da Silva prevzel položaj januarja 2003, je Gila izbral za novega brazilskega ministra za kulturo, drugega temnopoltega v vladi te države. Imenovanje je bilo sporno med političnimi in umetniškimi osebnostmi ter brazilskim tiskom; Gilova pripomba o težavah z njegovo plačo je bila deležna posebnih kritik. Gil ni bil član Lulove Delavske stranke in ni sodeloval pri ustvarjanju njenega kulturnega programa. Kmalu po tem, ko je postal minister, je Gil začel partnerstvo med Brazilijo in Creative Commons. Leta 2003 je imel koncert v Generalni skupščini ZN v čast žrtvam bombnega napada na sedež ZN v Bagdadu. Na tem koncertu je igral skupaj z generalnim sekretarjem Kofijem Annanom.
Kot minister je sponzoriral program, imenovan Kulturne točke, ki je podeljeval nepovratna sredstva za zagotavljanje glasbene tehnologije in izobraževanja ljudem, ki živijo v revnih predelih mest v državi. Gil je zatrdil, da »zdaj imate mlade, ki postajajo oblikovalci, ki se uveljavljajo v medijih in jih čedalje bolj uporabljajo televizije in šole sambe ter oživljajo degradirane soseske. To je drugačna vizija vloge vlade, nova.« Gil je izrazil tudi zanimanje za program za vzpostavitev spletnega repozitorija brazilske glasbe, ki jo je mogoče brezplačno prenesti. Po Gilovem imenovanju so se izdatki ministrstva povečali za več kot 50 odstotkov. Novembra 2007 je Gil napovedal, da namerava odstopiti s položaja zaradi polipa glasilk. Lula je zavrnil prva dva Gilova poskusa odstopa, vendar je sprejel nadaljnjo zahtevo julija 2008. Lula je ob tej priložnosti dejal, da se Gil »vrne k temu, da postane velik umetnik, da se vrača k dajanju prednosti tistemu, kar je zanj najpomembnejše«.

## Osebno življenje
Gil je bil poročen štirikrat. Imel je dve hčerki Naro in Marilio s prvo ženo Belino Aguiar. Takrat je bil poročen s slavno pevko Nano Caymmi, otrok nista imela. Njegova tretja žena je bila Sandra Gadelha, s katero je imel tri otroke: Pedra, Preta in Mario. Sandra je navdihnila eno njegovih najbolj priljubljenih pesmi Drao, bila je z njim v zelo težkih časih brazilske diktature in oba sta bila izgnana. Njegova četrta žena je Flora Giordano. Par ima tri otroke: Bem, Isabello in Joseja. Njegov prvi sin Pedro Gil, Egotripov bobnar – je leta 1990 umrl v prometni nesreči. Preta Gil, igralka in pevka, je njegova hči s Sandro Gadelho.
Gilova verska prepričanja so se v času njegovega življenja močno spremenila. Prvotno je bil kristjan, kasneje pa je nanj vplivala vzhodna filozofija in religija, kasneje pa je raziskoval afriško duhovnost. Je agnostik. Ukvarja se z jogo in je vegetarijanec.
Gil je bil odprt glede dejstva, da je večino svojega življenja kadil marihuano. Dejal je, da verjame, »da je treba droge obravnavati kot zdravila, jih legalizirati, čeprav pod enakimi predpisi in nadzorom kot zdravila«.